# Chvalová
Chvalová (in ungherese Felsőfalu) è un comune della Slovacchia facente parte del distretto di Revúca, nella regione di Banská Bystrica.